# A Arte Musical
A Arte Musical da autoria de Michel'Angelo Lambertini  e Ernesto Vieira foi publicada em Lisboa entre 1898 e 1915 (17 anos de existência) sendo seu propósito primordial: “contribuir para a cultura e o desenvolvimento da Arte, dar todo o apoio aos artistas tornando-os conhecidos do público, ser justo e imparcial, trazer os leitores ao corrente do que se passa lá fora em matéria de arte musical”. Em duas palavras a música e os seus agentes foram sempre o seu grande interesse. Como esforço último do trabalho levado a cabo por esta revista, editou-se em 1900  o "Dicionário Biográfico de Músicos Portugueses". Colaboraram neste projeto algumas personalidades femininas ligadas à música Branca de Gonta Colaço, Carolina Palhares, Magdalena Frondoni Lacombe, Olga Moraes Sarmento da Silveira e a pianista Virgínia Baptista; além destas, encontra-se colaboração nesta publicação de um conjunto de notáveis, a saber: Eduardo Óscar Wagner, Francisco Lacerda, Viana da Mota, Luís de Freitas Branco, Alberto Pimentel, António Arroio, Cândido de Figueiredo, João da Câmara, Joshua Benoliel, Manuel Maria de Oliveira Ramos, Francisco Sousa Viterbo, Zeferino Brandão e Zófimo Consiglieri Pedroso, Teófilo Braga e Manuel d’Arriaga.